# Raivuna
Raivuna är ett släkte av insekter. Raivuna ingår i familjen Dictyopharidae.

## Dottertaxa tillRaivuna, i alfabetisk ordning[1]
- Raivuna albivitta
- Raivuna albostriata
- Raivuna coimbatorensis
- Raivuna colombonis
- Raivuna cummingi
- Raivuna despecta
- Raivuna formosicola
- Raivuna fuscistigma
- Raivuna futana
- Raivuna graminea
- Raivuna harterti
- Raivuna hastata
- Raivuna inscripta
- Raivuna insculpta
- Raivuna leptorhina
- Raivuna lyrata
- Raivuna manchuricola
- Raivuna micida
- Raivuna nakanonis
- Raivuna ochracea
- Raivuna patruelis
- Raivuna percarinata
- Raivuna proxima
- Raivuna sinica
- Raivuna sobrina
- Raivuna striata
- Raivuna tomon
- Raivuna unicolor
- Raivuna walkeri
- Raivuna vittata